# Eupithecia perbrunneata
Eupithecia perbrunneata är en fjärilsart som beskrevs av Taylor 1906. Eupithecia perbrunneata ingår i släktet Eupithecia och familjen mätare. Inga underarter finns listade i Catalogue of Life.